# Demonoid
A Demonoid egy svéd death-thrash metal együttes, melyet 2000-ben alapított a Therion gitárosa, Kristian Niemann bátyjával Johan Niemannal közösen. A projekt célja, hogy felidézzék a napjainkban már szimfonikus metalt játszó Therion death metal gyökereit.
A Niemann-fivérek korábbi próbálkozásai nem kerültek kiadásra, de a Therion alapító/énekese Christofer Johnsson és a dobosa Rickard Evensand csatlakozása után elkészítették eddigi egyetlen albumukat a Riders of the Apocalypse című anyagot, amely 2004-ben jelent meg a Nuclear Blast kiadásában.
2006. március 25-én az együttes bejelentette, hogy Christofer Johnsson kilépett a Demonoidból. Másfél évvel később, 2007 októberében a Dark Funeral énekese Emperor Magus Caligula csatlakozott a csapathoz. Jelenleg a második Demonoid albumon dolgoznak.

## Tagok

### Jelenlegi tagok
- Kristian Niemann – gitár
- Johan Niemann – basszusgitár
- Richard Evensand – dob
- Emperor Magus Caligula – ének

### Korábbi tagok
- Christofer Johnsson – ének

## Diszkográfia
- Riders of the Apocalypse (2004)

### Hivatalos oldalak
- Demonoid – Nuclear Blast America
- Demonoid – Nuclear Blast Europe
- Demonoid – MySpace

### Demonoid online adatbázisokban
- Demonoid  a  Last.fm-en
- Demonoid adatlap – Encyclopaedia Metallum
- Metallian: The Heavy Metal Encyclopedia